# スウェイ・リー
スウェイ・リー（英: Swae Lee、本名: Khalif Malik Ibn Shaman Brown、1993年6月7日 - ）は、アメリカ合衆国のラッパー、歌手、ソングライター、ヒップホップミュージシャン。兄のスリム・ジミーと共にレイ・シュリマー（Rae Sremmurd）として活動する他、ソロアーティストやソングライターとしても活躍している。
レイ・シュリマーとして2014年頃から広く知られるようになり、ソロアーティストとしても活動するようになる。2016年にソングライターとして参加したビヨンセの楽曲「Formation」は第59回グラミー賞で最優秀楽曲賞にノミネートされ、2017年に客演で参加したフレンチ・モンタナのシングル「Unforgettable」は米ビルボード・ホット100でトップ3入りを果たした。2018年のポスト・マローンとの楽曲「Sunflower」はソロ名義で初の全米ナンバーワン・シングルとなっている。

## 来歴

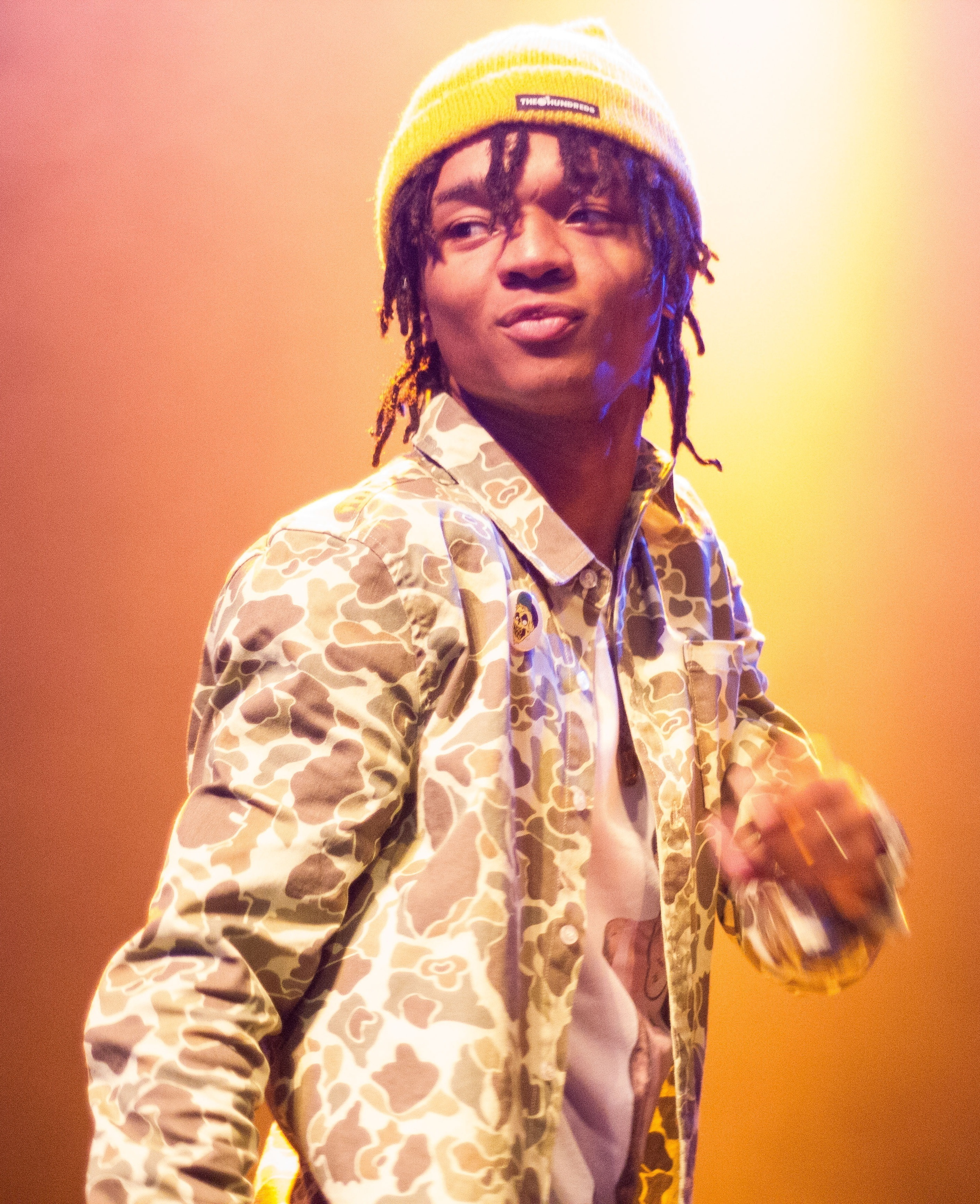
ステージに立つSwae Lee（2015年）

1993年6月7日、スウェイ・リーこと、カリフ・マリク・イブン・シャーマン・ブラウンはカリフォルニア州イングルウッドで米軍で働くシングルマザーの子として生まれ育ち、高校時代に兄のスリム・ジミー（Slim Jxmmi）や地元のラッパーLil Pantzと共にDem Outta St8 Boyzとして音楽活動を始める。
2013年、兄と2人でレイ・シュリマー（Rae Sremmurd）としてEarDrummersと契約する。
2014年には、レイ・シュリマーのデビューシングル「No Flex Zone」と2ndシングル「No Type」が共にヒットし広く知られるようになる。
2015年3月、FutureとThe Weekndが参加したMike Will Made Itの楽曲「Drinks on Us」にフィーチャーされ、ソロアーティストとして初のシングルとなった。9月にはWiz Khalifaの「Burn Slow」にフィーチャーされ、ビルボード・ホット100で83位を記録し、ソロアーティストとして初のチャートインとなった。
2016年2月、ビヨンセの楽曲「Formation」にソングライターとして参加しヒットを記録。同曲は批評家からも高い評価を受け、第59回グラミー賞では最優秀楽曲賞にノミネートされた。9月にリリースしたレイ・シュリマーの楽曲「Black Beatles」はネットミームのマネキンチャレンジに使用され米Billboard Hot 100で12週連続の1位を記録するなど空前のヒットとなった。
2017年4月、フレンチ・モンタナの楽曲「Unforgettable」に客演で参加し、米ビルボード・ホット100でトップ3入りを果たす。
2018年5月4日、レイ・シュリマーは3作目のアルバム『SR3MM』をリリースする。このアルバムは3枚組で、レイ・シュリマーのアルバム『SR3MM』、スウェイ・リーのソロ・デビュー・アルバム『Swaecation』、スリム・ジミーのソロ・デビュー・アルバム『Jxmtro』の3つが合わさったアルバム・セットとなっている。
8月にはトラヴィス・スコットの楽曲「Sicko Mode」にバックヴォーカルとして参加する。同曲によりスウェイ・リーは第61回グラミー賞の最優秀ラップ・パフォーマンス賞と最優秀ラップ楽曲賞にノミネートされた。
10月18日、スウェイ・リーはポスト・マローンとのコラボレーション楽曲「Sunflower」をリリースする。この曲は映画『スパイダーマン:スパイダーバース』の主題歌として世界的な大ヒットを記録し、ソロ名義としては初の全米ナンバーワン・シングルとなった。同曲は第62回グラミー賞で年間最優秀レコード賞と最優秀ポップ・デュオ/グループ・パフォーマンス賞にノミネートされた。
2019年、マドンナとコラボレーションしたシングル「クレイヴ」を発表。

## ディスコグラフィ
スタジオ・アルバム
- Swaecation (2018年)